# Kooperatives Lernen
Kooperatives Lernen bezeichnet Lernarrangements wie Partner- und Gruppenarbeiten, die eine synchrone oder asynchrone (via Computer), koordinierte, ko-konstruktive Aktivität der Teilnehmer verlangen, um eine gemeinsame Lösung eines Problems oder ein gemeinsam geteiltes Verständnis einer Situation zu entwickeln.

## Hauptbestandteile kooperativen Lernens
Die Begriffe „kooperatives Lernen“, „Gruppenunterricht“, „Gruppenarbeit“, „Lernen in Gruppen“, „collaborative learning“ und „cooperative learning“ sind nicht einheitlich definiert.
Man differenziert jedoch zwischen "collaborative learning" und "cooperative learning" in der Art und Weise der Zusammenarbeit. Ersteres beschreibt ein gemeinsames Bearbeiten einer Aufgabe, bei welchem das Ziel darin besteht, zusammen einen Konsens bzw. die Lösung zu finden.
"Cooperative learning" beschreibt ein Aufteilen der Aufgaben, so dass sich jedes Gruppenmitglied mit einer bestimmten Thematik genauer beschäftigt. Erst anschließend werden die Ergebnisse zusammengetragen.
Das Grundprinzip des Kooperativen Lernens beruht auf drei Phasen: Think – Pair – Share. In der 1. Phase arbeiten die Schüler alleine. In der 2. Phase besprechen und vergleichen sie ihre Ergebnisse in der Gruppe, bevor sie in der 3. Phase ihre Ergebnisse der Klasse präsentieren.

### Individuelle und Gruppen-Verantwortlichkeit
Zentral für das Kooperative Lernen ist, dass jeder sowohl für das Lernen der Gruppe als auch sein eigenes verantwortlich ist.
Beim Kooperativen Lernen gibt es zwei Ebenen der Verantwortung: Zum einen gibt es die Verantwortung der gesamten Gruppe für das Erreichen der Gruppenziele und zum anderen die individuelle Verantwortung jedes Gruppenmitglieds, seinen Anteil an der Arbeit zu leisten.
Beide Ebenen der Verantwortlichkeit müssen in kooperativen Unterricht integriert sein. Dies wird dadurch erreicht, dass einerseits die Leistung der einzelnen Mitglieder gemessen und zurückgemeldet wird, und andererseits die Belohnungen auf Team-Ebene gegeben werden. Untersuchungen zeigen jedoch, dass die Gruppenzugehörigkeit und die interpersonale Interaktion zwischen Schülern nur dann höheren Leistungen hervorbringen, wenn die positive Abhängigkeit klar strukturiert ist.

### Civic Education
Kooperatives Lernen ist ein Bestandteil des Demokratielernens und gehört zum "Lernen durch Sprechen". Es beruht auf der These von John Dewey, dass das gemeinsame Erforschen von Schülern u. a. eine demokratische Lernkultur und damit Demokratie fördert. Auch vermittelt es für die Arbeitswelt notwendige Qualifikationen. Bei geeigneter Umsetzung lernen Schüler beim kooperativen Lernen kommunikative Kompetenzen wie: Fragen stellen, zuhören, erzählen, im Gespräch neue Ideen bzw. Lösungen entwickeln. Darüber hinaus lernen sie aber auch kooperative Fähigkeiten wie: den anderen respektieren, andere Meinungen respektieren und lernen als gemeinsame Erfahrung erfahren. Es verbindet sich hier also kognitives und soziales Lernen.
Da die Schüler beim kooperativen Lernen ihr eigenes Wissen, ihre eigenen Ideen aktiv in den Lernprozess einbringen können, fördert es auch die Lernmotivation und damit den Lernprozess. Kooperatives Lernen sollte komplexeren Methoden der demokratischen Kommunikation (Debating, Deliberieren, Parlamentssimulation, Deliberative Polling) vorangehen. Kooperatives Lernen ist ein komplexes Zusammenspiel von aufgaben- (d. h. Stoff-zentrierter) und personenbezogener Arbeit (Effektivität der Gruppe). Kooperatives Unterrichten ist jedoch nicht gleichzusetzen mit dem Erwerb sozialer Fertigkeiten, da diese ebenso wie fachliche Fähigkeiten zweckgerichtet und präzise beigebracht werden müssen.

### Grad der Arbeitsteilung
In der englischsprachigen Literatur werden die Begriffe collaborative learning und cooperative learning meist bezüglich des Grades der Arbeitsteilung unterschieden. Bei cooperation wird die Aufgabe geteilt, wobei jeder eine Teilaufgabe löst und die Ergebnisse zusammengetragen werden, wohingegen bei collaboration in der Regel nicht arbeitsteilig gearbeitet wird, sondern man widmet sich von Anfang an gemeinsam derselben Aufgabe. Im deutschen Sprachraum ist diese Unterscheidung nicht üblich, so dass kooperatives Lernen in der Regel beides umfasst.

### Bewerten in den Gruppen
Eine Bewertung der Arbeit in den Gruppen findet dann statt, wenn Gruppenmitglieder darüber diskutieren, wie gut sie ihre Ziele erreicht haben und wie effektiv sie Arbeitsbeziehungen hergestellt haben. Wenn die Schüler beschreiben, welche Handlungen ihrer Mitglieder hilfreich oder weniger hilfreich waren, können sie entscheiden, welche Verhaltensweisen beibehalten oder verändert werden müssen.

### Direkte Interaktion
Kooperatives Lernen fordert und fördert die direkte Kommunikation und Interaktion der Schüler. Der gemeinsame Erfolg wird schneller erreicht werden, wenn man das Lernen gemeinsam plant, Ressourcen teilt und sich gegenseitig hilft, ermutigt und lobt.

## Methoden kooperativen Lernens
Es gibt verschiedene Forschergruppen, die sich mit dem kooperativen Lernen beschäftigen. Diese Gruppen haben verschiedene Methoden entwickelt, weiterentwickelt und untersucht.

### Forschung an der Johns-Hopkins University
Nach SLAVIN (1986) werden an der Johns Hopkins University folgende Arten unterschieden:
Student Teams-Achievement Divisions (STAD; SLAVIN 1986)
STAD ist am besten geeignet bei klar definierten Objekten, bei denen es nur eine richtige Antwort gibt (Mathematik, Sprachgebrauch, Geografische Kenntnisse, …).
Über den Zeitraum von drei bis fünf Unterrichtsstunden findet folgender Ablauf statt: zuerst führt der Lehrer in das Thema ein. Dann arbeiten die Schüler in ihren leistungsmäßig heterogenen Vierergruppen zusammen, um gegenseitig das Verständnis des Stoffes zu sichern.
Am Ende findet eine individuelle Leistungsüberprüfung in Form eines Quiz statt. Dabei wird jeder Schüler anhand seiner individuellen Standards bewertet, so dass jeder die gleiche Menge an Punkten für sein Team holen kann. Die Teambewertung entspricht der Summe der Einzelbewertungen. Gute Teams werden als Team mit Zertifikaten o. ä. belohnt.
Teams-Games-Tournament (TGT; DEVRIES & SLAVIN, 1978; SLAVIN, 1986)
TGT ähnelt STAD in weiten Teilen. Auch hier sind es heterogene Vierergruppen, die nach dem Input des Lehrers zusammenarbeiten. Die Überprüfung findet jedoch in Form von Wettkämpfen statt, bei der gleich starke Schüler verschiedener Teams gegeneinander antreten. Schwache Schüler treten gegen andere schwache Schüler an, stärkere Schüler gegen anderer stärkere. Der in einer Runde siegreiche Schüler erhält einen Punktwert, der unabhängig von der Leistungsklasse der Runde ist. So kann jeder Schüler gleich viel zum Teamerfolg beitragen. Auch hier werden gute Teams als Team mit Zertifikaten o. ä. belohnt.
Team Assisted Individualization (TAI; SLAVIN ET AL., 1986)
TAI wurde speziell für den Mathematikunterricht der Klassen 3–6 entwickelt und kombiniert kooperatives Lernen mit individualisierter Instruktion.
Nach einem Einstufungstest werden heterogene Vierergruppen gebildet, die sich untereinander unterstützen, helfen und anhand von Antwortbögen gegenseitig überprüfen sollen. So kann jede Gruppe in ihrem eigenen Tempo arbeiten. Regelmäßig finden individuelle Überprüfungen statt, aus denen wöchentlich der Lernfortschritt der Gruppe berechnet wird. Teams werden als Team mit Zertifikaten o. ä. belohnt.
Cooperative Integrated Reading and Composition (CIRC; STEVENS ET AL., 1987)
CIRC dient dem Üben von Lesen und Schreiben in den Klassen 3–5. Es werden Gruppen gebildet, und Paare innerhalb der Gruppen, die zusammen an Texten arbeiten. Die Schüler lesen sich gegenseitig vor, treffen Vorhersagen über das Ende einer Geschichte, fassen zusammen etc. Bei dem Verfassen eigener Texte findet eine gegenseitige Beratung statt. Leistungsfeststellung findet in Quiz-Form statt, wobei die Schüler gegenseitig vorher einschätzen müssen, ob der Partner für das Quiz bereit ist.
Belohnungen sind wiederum Zertifikate o. ä., die an die Gruppe als Ganzes verliehen werden.
Jigsaw (ARONSON ET AL, 1978)
Das Original-Gruppenpuzzle läuft folgendermaßen ab: Schüler bilden Sechsergruppen (Stammgruppen) und jeder bekommt einen Teil des akademischen Materials, das bearbeitet werden soll. Jeder bearbeitet seinen Teil und wird dadurch Experte. Dann treffen sich die Experten für jeden Teil in so genannten Expertengruppen um das eigene Material zu diskutieren und Fragen zu klären. Anschließend kehrt jeder Experte in seine Stammgruppe zurück und präsentiert das eigene Material.
Da das Zuhören die einzige Möglichkeit ist, relevante Informationen des Materials zu erhalten, soll diese Methode die Motivation der Schüler zum Zuhören steigern und das Interesse am Inhalt wecken
Jigsaw II (SLAVIN, 1986)
SLAVIN wandelt das Gruppenpuzzle insofern ab, als er Vierer- oder Fünfergruppen verwendet, in denen jeder dasselbe Material erhält und bearbeitet, jeder Schüler allerdings einen individuellen Fokus hat. Dann geht es weiter wie in der Originalversion: Diskussion in Expertengruppen und Präsentation vor der Stammgruppe.
Abschließend findet ein Quiz statt, um das Wissen zu überprüfen. Die Einzelleistungen werden dabei zu einem Gruppenwert addiert und die Gruppe als Ganzes ggf. belohnt

### Lernen durch Lehren (LdL) nach MARTIN, 1982-
In Deutschland wird seit 1982 um Jean-Pol Martin herum die Methode Lernen durch Lehren (LdL) als spezielle Form kooperativen Lernens erforscht und verbreitet. MARTIN verteilt den neuen Lernstoff auf die Lernergruppe. Nach einer kurzen Vorbereitungsphase werden die einzelnen Kleingruppen (maximal 3 Lerner) gebeten, die von ihnen didaktisierten Inhalte an die Gesamtgruppe mit entsprechenden lerneraktivierenden Verfahren zu vermitteln. Dies schließt sowohl die Einführung des neuen Stoffes als auch die Einübung und die Lernerfolgskontrolle (Evaluation) ein. Dieses Verfahren fördert besonders die Ausbildung von Empathie und seit dem Aufkommen der digitalen Welt von Netzsensibilität. Nachdem Jean-Pol Martin sich aus Altersgründen zurückgezogen hat, führt Joachim Grzega das Projekt weiter.